# Beaver (condado de Marinette, Wisconsin)
Beaver es un pueblo ubicado en el condado de Marinette en el estado estadounidense de Wisconsin. En el Censo de 2010 tenía una población de 1.146 habitantes y una densidad poblacional de 6,36 personas por km².

## Geografía
Beaver se encuentra ubicado en las coordenadas 45°9′3″N 88°3′54″O / 45.15083, -88.06500. Según la Oficina del Censo de los Estados Unidos, Beaver tiene una superficie total de 180.05 km², de la cual 177.53 km² corresponden a tierra firme y (1.4%) 2.52 km² es agua.

## Demografía
Según el censo de 2010, había 1.146 personas residiendo en Beaver. La densidad de población era de 6,36 hab./km². De los 1.146 habitantes, Beaver estaba compuesto por el 95.9% blancos, el 0.35% eran afroamericanos, el 1.13% eran amerindios, el 0.79% eran asiáticos, el 0.17% eran isleños del Pacífico, el 1.31% eran de otras razas y el 0.35% pertenecían a dos o más razas. Del total de la población el 3.4% eran hispanos o latinos de cualquier raza.